# 2013年世界運動會中華台北代表團
2013年世界運動會中華台北代表團是中華民國（台灣）以“中華台北”名義，參與在哥倫比亞卡利舉行的2013年世界運動會。

## 獎牌統計

### 獎牌項目
| 項目     | 金牌 | 銀牌 | 銅牌 | 總數 |
| -------- | ---- | ---- | ---- | ---- |
| 競速滑輪 | 3    | 3    | 5    | 11   |
| 撞球     | 1    | 1    | 0    | 2    |
| 拔河     | 1    | 0    | 0    | 1    |
| 健力     | 0    | 1    | 2    | 3    |
| 合球     | 0    | 0    | 1    | 1    |

### 獎牌得主
| 獎牌 | 運動員 | 運動     | 項目                    |
| ---- | --- | -------- | ----------------------- |
| 金牌 | 鄧郁潔、卓旻鈴、林芳鈴 王若存、葉柔辰、李汶霖 塔那彼瑪阿摩斯、李洳君、施昭伃                                       | 拔河     | 女子540公斤級           |
| 金牌 | 周婕妤 | 撞球     | 女子個人花式9號球       |
| 金牌 | 黃郁婷 | 競速滑輪 | 女子1000公尺競速        |
| 金牌 | 廖彥勝 | 競速滑輪 | 男子10000公尺公路積分賽 |
| 金牌 | 楊合貞 | 競速滑輪 | 女子10000公尺公路積分賽 |
| 銀牌 | 張榮麟 | 撞球     | 男子個人花式9號球       |
| 銀牌 | 陳葦綾 | 健力     | 女子輕量級              |
| 銀牌 | 駱威霖 | 競速滑輪 | 男子500公尺競速         |
| 銀牌 | 陳彥成 | 競速滑輪 | 男子10000公尺競速       |
| 銀牌 | 楊合貞 | 競速滑輪 | 女子20000公尺淘汰賽     |
| 銅牌 | 謝宗庭 | 健力     | 男子輕量級              |
| 銅牌 | 吳惠君 | 健力     | 女子中量級              |
| 銅牌 | 黃郁婷 | 競速滑輪 | 女子500公尺競速         |
| 銅牌 | 李孟竹 | 競速滑輪 | 女子1000公尺競速        |
| 銅牌 | 楊合貞 | 競速滑輪 | 女子10000公尺競速       |
| 銅牌 | 陳彥成 | 競速滑輪 | 男子15000公尺淘汰賽     |
| 銅牌 | 黃郁婷 | 競速滑輪 | 女子10000公尺公路積分賽 |
| 銅牌 | 洪冠儒、吳俊賢、邱志益 潘俞良、莊翔琳、高禎佑 鞏興人、黃念華、陳品鳳 曲書平、全瑩燕、林雅雯 黃映璇、林思宇、李宙縈 | 合球     | 混合團體                |

## 飛行運動
- 賴錫棟：男子拖曳飛行傘精準降落（第22名）

## 射箭
- 黃逸柔：女子個人複合弓（8強）
- 官孟辰：女子個人複合弓（16強）

## 沙灘手球
- 蔡紫瑄、許麗萍、邱郁婷、楊雅婷、陳映茹、賈淩慧、朱裘恩、張雅瑋：女子團體（第4名）

## 撞球
- 周婕妤：女子個人花式9號球（ 金牌）
- 張榮麟：男子個人花式9號球（ 銀牌）

## 保齡球
- 鄭行超：男子單人賽（第 9 名）
- 蔡昕宜：女子單人賽（未晉級）
- 鄭行超、蔡昕宜：混合雙人賽（第15名）

## 蹼泳
- 楊秉樺：男子400公尺（第8名）

## 柔術
- 蕭惠珊：女子55公斤級（第4名）

## 合球
- 洪冠儒、吳俊賢、邱志益、潘俞良、莊翔琳、高禎佑、鞏興人、黃念華、陳品鳳、曲書平、全瑩燕、林雅雯、黃映璇、林思宇、李宙縈：混合團體（ 銅牌）

## 健力

### 男子組
- 謝宗庭：男子輕量級（ 銅牌）
- 黃龍興：男子中量級（第6名）

### 女子組
- 陳葦綾：女子輕量級（ 銀牌）
- 吳惠君：女子中量級（ 銅牌）
- 張雅雯：女子超重量級（第4名）

## 滑輪溜冰

### 男子組
- 陳彥成：
  - 男子1000公尺衝刺賽（未晉級）
  - 男子10000公尺淘汰賽（ 銀牌）
  - 男子15000公尺淘汰賽（ 銅牌）
  - 男子10000公尺公路積分賽（第6名）
  - 男子20000公尺公路淘汰賽（未晉級）
- 廖彥勝：
  - 男子500公尺衝刺賽（未晉級）
  - 男子10000公尺淘汰賽（第14名）
  - 男子15000公尺淘汰賽（未晉級）
  - 男子500公尺公路衝刺賽（未晉級）
  - 男子10000公尺公路積分賽（ 金牌）
  - 男子20000公尺公路淘汰賽（未晉級）
- 駱威霖：
  - 男子300公尺個人計時賽（踩線取消資格）
  - 男子500公尺衝刺賽（ 銀牌）
  - 男子1000公尺衝刺賽（未晉級）
  - 男子10000公尺淘汰賽（第20名）
  - 男子15000公尺淘汰賽（未晉級）
  - 男子500公尺公路衝刺賽（未晉級）
  - 男子10000公尺公路積分賽（未晉級）
  - 男子20000公尺公路淘汰賽（未晉級）

### 女子組
- 黃郁婷：
  - 女子300公尺個人計時賽（第11名）
  - 女子500公尺衝刺賽（ 銅牌）
  - 女子1000公尺衝刺賽（ 金牌）
  - 女子10000公尺淘汰賽（第10名）
  - 女子15000公尺淘汰賽（未晉級）
  - 女子500公尺公路衝刺賽（未晉級）
  - 女子10000公尺公路積分賽（ 銅牌）
  - 女子20000公尺公路淘汰賽（未晉級）
- 李孟竹：
  - 女子300公尺個人計時賽（未晉級）
  - 女子500公尺衝刺賽（未晉級）
  - 女子1000公尺衝刺賽（ 銅牌）
  - 女子10000公尺淘汰賽（第11名）
  - 女子15000公尺淘汰賽（未晉級）
  - 女子200公尺公路計時賽（未晉級）
  - 女子500公尺公路衝刺賽（未晉級）
  - 女子10000公尺公路積分賽（第5名）
  - 女子20000公尺公路淘汰賽（未晉級）
- 楊合貞：
  - 女子300公尺個人計時賽（未晉級）
  - 女子500公尺衝刺賽（未晉級）
  - 女子1000公尺衝刺賽（未晉級）
  - 女子10000公尺淘汰賽（ 銅牌）
  - 女子15000公尺淘汰賽（失格）
  - 女子200公尺公路計時賽（第5名）
  - 女子10000公尺公路積分賽（ 金牌）
  - 女子20000公尺公路淘汰賽（ 銀牌）

## 相撲

### 男子組
- 江政安：
  - 男子輕量級（未晉級）
  - 男子無限量級（未晉級）
- 王皇文：
  - 男子中量級（未晉級）
  - 男子無限量級（未晉級）
- 蔡瑋倫：
  - 男子重量級（未晉級）
  - 男子無限量級（16強）

### 女子組
- 洪詩盈：
  - 女子輕量級（未晉級）
  - 女子無限量級（16強）
- 余庭：
  - 女子中量級（未晉級）
  - 女子無限量級（8強）
- 程秋蓉：
  - 女子重量級（4強）
  - 女子無限量級（16強）

## 拔河
- 鄧郁潔、卓旻鈴、林芳鈴、王若存、葉柔辰、李汶霖、塔那彼瑪阿摩斯、李洳君、施昭伃：女子540公斤級（ 金牌）

## 鐵人二項
- 簡微禎：女子個人（未完賽）